# Chiromantis punctatus
Chiromantis punctatus es una especie de anfibios que habita en Birmania.
Su hábitat natural son las siguientes: pantanos de agua dulce; marchas intermitentes de agua dulce; jardines rurales, y antiguo bosque muy degradados.